# Nils Berndtson (politiker)
Nils Artur Berndtson, född 30 juni 1922 i Södra Finnskoga församling, Värmlands län, död 2 augusti 2016, var en svensk politiker (vpk). 
Berndtson, som var son till skogsarbetaren Teodor Berndtson och Anna Stenström, var skogsarbetare 1938–1942, metallarbetare 1942–1945, verksam inom kommunistiska ungdomsförbundet och partipressen 1946–1950, ombudsman i Sveriges kommunistiska parti/Vänsterpartiet kommunisterna i Småland 1951–1960 och i Östergötland 1961–1970. Han var ledamot av Sveriges riksdag 1971–1988, av partistyrelsen 1953–1987, av stads-/kommunfullmäktige i Linköping 1967–1973 och av Östergötlands läns landsting 1967–1979. Han var styrelseledamot i Svenska metallindustriarbetareförbundets avdelning 13 i Karlstad 1944–1945, ledamot av riksdagsgruppens förtroenderåd 1971–1988 och vice gruppledare 1977–1988.